# Arno Bieberstein
Arno Bieberstein (Magdeburg, Saxònia-Anhalt, 24 d'octubre de 1884 – Magdeburg, 7 de juliol de 1918) va ser un nedador alemany, especialista en esquena, que va competir a principis del segle xx.
El 1908 va prendre part en els Jocs Olímpics de Londres, on guanyà la medalla d'or en la prova dels 100 metres esquena.
Prèviament, entre 1905 i 1907, havia guanyat tres campionats nacionals alemanys d'esquena com a membre del SC Hellas Magdeburg.